# Commonwealth Games 2022/Schwimmen
Bei den Commonwealth Games 2022 in Birmingham im Vereinigten Königreich fanden vom 29. Juli bis 3. August 2022 im Schwimmen insgesamt 52 Wettbewerbe statt, davon je 25 bei den Männern und bei den Frauen sowie zwei gemischte Wettbewerbe. Zwölf Wettbewerbe wurden im Paraschwimmen ausgetragen. Austragungsort war das Sandwell Aquatics Centre.

## Bilanz

### Medaillenspiegel
| Platz  | Land       | Gold | Silber | Bronze | Gesamt |
| ------ | ---------- | ---- | ------ | ------ | ------ |
| 1      | Australien | 25   | 21     | 19     | 65     |
| 2      | England    | 8    | 16     | 8      | 32     |
| 3      | Kanada     | 7    | 7      | 6      | 20     |
| 4      | Neuseeland | 5    | 2      | 2      | 9      |
| 5      | Südafrika  | 4    | 4      | 3      | 11     |
| 6      | Schottland | 2    | 1      | 9      | 12     |
| 7      | Nordirland | 1    | 1      | 1      | 3      |
| 8      | Singapur   | —    | 2      | —      | 2      |
| 9      | Wales      | —    | —      | 2      | 2      |
| Gesamt | Gesamt     | 52   | 54     | 50     | 156    |

### Medaillengewinner
Männer
| Disziplin               | Gold | Silber | Bronze |
| ----------------------- | --- | --- | --- |
| 50 m Freistil           | Benjamin Proud                                                                                               | Lewis Burras | Joshua Liendo |
| 50 m Freistil S7        | Matthew Levy                                                                                                 | Wei Soong Toh | Christian Sadie |
| 50 m Freistil S13       | Nicolas-Guy Turbide                                                                                          | Stephen Clegg | Jacob Templeton |
| 100 m Freistil          | Kyle Chalmers                                                                                                | Tom Dean | Duncan Scott |
| 200 m Freistil          | Duncan Scott                                                                                                 | Tom Dean | Elijah Winnington                                                                                                  |
| 200 m Freistil S14      | Nicholas Bennett                                                                                             | Benjamin Hance | Jack Ireland |
| 400 m Freistil          | Elijah Winnington                                                                                            | Sam Short | Mack Horton |
| 1500 m Freistil         | Sam Short | Daniel Wiffen | Luke Turley |
| 50 m Rücken             | Andrew Jeffcoat                                                                                              | Pieter Coetze | Javier Acevedo |
| 100 m Rücken            | Pieter Coetze                                                                                                | Brodie Williams | Bradley Woodward                                                                                                   |
| 100 m Rücken S9         | Timothy Hodge                                                                                                | Jesse Reynolds | Barry McClements                                                                                                   |
| 200 m Rücken            | Brodie Williams                                                                                              | Bradley Woodward | Pieter Coetze |
| 50 m Brust              | Adam Peaty                                                                                                   | Samuel Williamson | Ross Murdoch |
| 100 m Brust             | James Wilby                                                                                                  | Zac Stubblety-Cook | Samuel Williamson                                                                                                  |
| 100 m Brust SB8         | Joshua Willmer                                                                                               | Timothy Hodge | Blake Cochrane |
| 200 m Brust             | Zac Stubblety-Cook                                                                                           | James Wilby | Ross Murdoch |
| 50 m Schmetterling      | Benjamin Proud                                                                                               | Tzen Wei Teong | Cameron Gray |
| 100 m Schmetterling S10 | Col Pearse                                                                                                   | Alex Saffy | James Hollis |
| 100 m Schmetterling     | Joshua Liendo                                                                                                | James Guy Matthew Temple                                                                                                  | — |
| 200 m Schmetterling     | Lewis Clareburt                                                                                              | Chad Le Clos | James Guy |
| 200 m Lagen             | Duncan Scott                                                                                                 | Tom Dean | Lewis Clareburt |
| 400 m Lagen             | Lewis Clareburt                                                                                              | Brendon Smith | Duncan Scott |
| 4 × 100 m Freistil      | AustralienFlynn Southam Zac Incerti William Yang Kyle Chalmers Matthew Temple Cody Simpson Elijah Winnington | EnglandLewis Burras Jacob Whittle James Guy Tom Dean Edward Mildred Joe Litchfield Jamie Ingram Cameron Kurle             | KanadaJoshua Liendo Ruslan Gaziev Finlay Knox Javier Acevedo Stephen Calkins Jeremy Bagshaw Eric Brown             |
| 4 × 200 m Freistil      | AustralienElijah Winnington Flynn Southam Zac Incerti Mack Horton                                            | EnglandJames Guy Jacob Whittle Joe Litchfield Tom Dean                                                                    | SchottlandStephen Milne Evan Jones Mark Szaranek Duncan Scott                                                      |
| 4 × 100 m Lagen         | EnglandBrodie Williams James Wilby James Guy Tom Dean Luke Greenbank Greg Butler Jacob Peters Jacob Whittle  | Bradley Woodward Zac Stubblety-Cook Matthew Temple Kyle Chalmers Mitch Larkin Samuel Williamson Cody Simpson William Yang | SchottlandCraig McNally Ross Murdoch Duncan Scott Evan Jones Martyn Walton Craig Benson Greg Swinney Stephen Milne |

Frauen
| Disziplin           | Gold                                                                      | Silber                                                               | Bronze                                                              |
| ------------------- | ------------------------------------------------------------------------- | -------------------------------------------------------------------- | ------------------------------------------------------------------- |
| 50 m Freistil       | Emma McKeon                                                               | Meg Harris                                                           | Shayna Jack                                                         |
| 50 m Freistil S13   | Katja Dedekind                                                            | Hannah Russell                                                       | Kirralee Hayes                                                      |
| 100 m Freistil      | Mollie O’Callaghan                                                        | Shayna Jack                                                          | Emma McKeon                                                         |
| 100 m Freistil S9   | Sophie Pascoe                                                             | Emily Beecroft                                                       | Toni Shaw                                                           |
| 200 m Freistil      | Ariarne Titmus                                                            | Mollie O’Callaghan                                                   | Madison Wilson                                                      |
| 200 m Freistil S14  | Bethany Firth                                                             | Jessica-Jane Applegate                                               | Louise Fiddes                                                       |
| 400 m Freistil      | Ariarne Titmus                                                            | Summer McIntosh                                                      | Kiah Melverton                                                      |
| 800 m Freistil      | Ariarne Titmus                                                            | Kiah Melverton                                                       | Lani Pallister                                                      |
| 50 m Rücken         | Kylie Masse                                                               | Mollie O’Callaghan                                                   | Kaylee McKeown                                                      |
| 100 m Rücken        | Kaylee McKeown                                                            | Kylie Masse                                                          | Medi Harris                                                         |
| 100 m Rücken S8     | Alice Tai                                                                 | Tupou Neiufi                                                         | Lily Rice                                                           |
| 200 m Rücken        | Kaylee McKeown                                                            | Kylie Masse                                                          | Katie Shanahan                                                      |
| 50 m Brust          | Lara van Niekerk                                                          | Imogen Clark                                                         | Chelsea Hodges                                                      |
| 100 m Brust         | Lara van Niekerk                                                          | Tatjana Schoenmaker                                                  | Chelsea Hodges                                                      |
| 100 m Brust SB6     | Maisie Summers-Newton                                                     | Grace Harvey                                                         | Camille Bérubé                                                      |
| 200 m Brust         | Tatjana Schoenmaker                                                       | Jenna Strauch                                                        | Kaylene Corbett                                                     |
| 50 m Schmetterling  | Emma McKeon                                                               | Erin Gallagher Holly Barratt                                         | —                                                                   |
| 100 m Schmetterling | Maggie Mac Neil                                                           | Emma McKeon                                                          | Brianna Throssell                                                   |
| 200 m Schmetterling | Elizabeth Dekkers                                                         | Laura Stephens                                                       | Brianna Throssell                                                   |
| 200 m Lagen         | Summer McIntosh                                                           | Kaylee McKeown                                                       | Abbie Wood                                                          |
| 200 m Lagen SM10    | Jasmine Greenwood                                                         | Aurélie Rivard                                                       | Keira Stephens                                                      |
| 400 m Lagen         | Summer McIntosh                                                           | Kiah Melverton                                                       | Katie Shanahan                                                      |
| 4 × 100 m Freistil  | AustralienMadison Wilson Shayna Jack Mollie O’Callaghan Emma McKeon       | EnglandAnna Hopkin Abbie Wood Isabella Hindley Freya Anderson        | KanadaSummer McIntosh Katerine Savard Rebecca Smith Maggie Mac Neil |
| 4 × 200 m Freistil  | AustralienMadison Wilson Kiah Melverton Mollie O’Callaghan Ariarne Titmus | KanadaSummer McIntosh Ella Jansen Mary-Sophie Harvey Katerine Savard | EnglandFreya Colbert Tamryn van Selm Abbie Wood Freya Anderson      |
| 4 × 100 m Lagen     | AustralienKaylee McKeown Chelsea Hodges Emma McKeon Mollie O’Callaghan    | KanadaKylie Masse Sophie Angus Maggie Mac Neil Summer McIntosh       | EnglandLauren Cox Molly Renshaw Laura Stephens Anna Hopkin          |

Mixed
| Disziplin          | Gold | Silber | Bronze |
| ------------------ | --- | --- | --- |
| 4 × 100 m Freistil | AustralienWilliam Xu Yang Kyle Chalmers Mollie O’Callaghan Emma McKeon Flynn Southam Zac Incerti Meg Harris Madison Wilson | EnglandLewis Burras Tom Dean Anna Hopkin Freya Anderson Edward Mildred Jacob Whittle Isabella Hindley Abbie Wood          | KanadaJavier Acevedo Joshua Liendo Rebecca Smith Maggie Mac Neil Ruslan Gaziev Stephen Calkins Ella Jansen Mary-Sophie Harvey |
| 4 × 100 m Lagen    | Kaylee McKeown Zac Stubblety-Cook Matthew Temple Emma McKeon Mitch Larkin Samuel Williamson Alex Perkins Madison Wilson    | KanadaKylie Masse James Dergousoff Maggie Mac Neil Ruslan Gaziev Javier Acevedo Sophie Angus Patrick Hussey Rebecca Smith | EnglandLauren Cox James Wilby James Guy Freya Anderson Alicia Wilson Greg Butler Edward Mildred Abbie Wood                    |